# Tabaroucht
Tabaroucht (franska: Tabaroucht (CR), Tabaroucht (Commune Rurale), arabiska: واويزغت) är en kommun i Marocko.   Den ligger i provinsen Azilal och regionen Béni Mellal-Khénifra, i den nordöstra delen av landet, 220 km söder om huvudstaden Rabat. Antalet invånare är 3 620.